# Olympische Sommerspiele 1896/Fechten
Bei den I. Olympischen Spielen 1896 in Athen fanden drei Wettbewerbe im Fechten statt. Austragungsort war das Zappeion.

## Bilanz

### Medaillenspiegel
| Platz | Land         | Silber | Bronze | Dritter | Gesamt |
| ----- | ------------ | ------ | ------ | ------- | ------ |
| 1     | Griechenland | 2      | 1      | 2       | 5      |
| 2     | Frankreich   | 1      | 2      | –       | 3      |
| 3     | Dänemark     | –      | –      | 1       | 1      |

### Medaillengewinner
| Konkurrenz               | Silber                  | Bronze               | Dritter                                            |
| ------------------------ | ----------------------- | -------------------- | -------------------------------------------------- |
| Florett                  | Eugène-Henri Gravelotte | Henri Callot         | Periklis Pierrakos-Mavromichalis Athanasios Vouros |
| Säbel                    | Ioannis Georgiadis      | Tilemachos Karakalos | Holger Louis Nielsen                               |
| Florett für Fechtmeister | Leonidas Pyrgos         | Joanni Perronet      | nicht vergeben                                     |

## Ergebnisse

### Florett

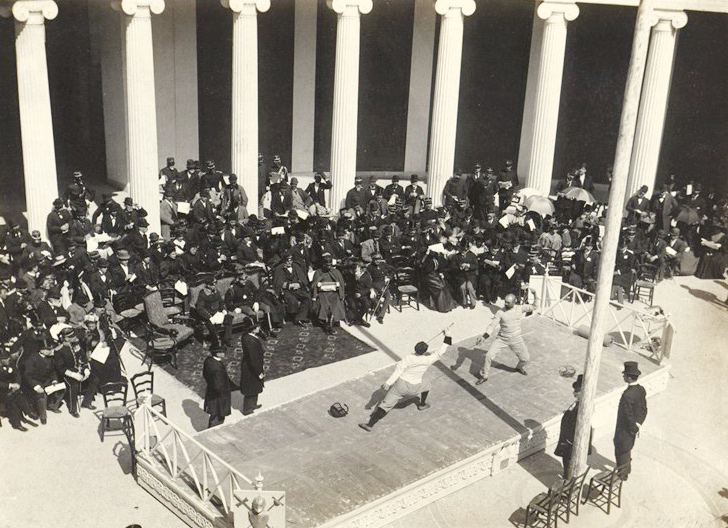
Szene im Finalkampf

| Platz | Land | Sportler                         |
| ----- | ---- | -------------------------------- |
| 1     | FRA  | Eugène-Henri Gravelotte          |
| 2     | FRA  | Henri Callot                     |
| 3     | GRE  | Periklis Pierrakos-Mavromichalis |
| 3     | GRE  | Athanasios Vouros                |
| 5     | FRA  | Henri Delaborde                  |
| 5     | GRE  | Konstantinos Miliotis-Komninos   |
| 7     | GRE  | Georgios Balakakis               |
| 7     | GRE  | Ioannis Poulos                   |

Datum: 7. April 1896 

8 Teilnehmer aus 2 Ländern

### Florett für Fechtmeister
| Platz | Land | Sportler        |
| ----- | ---- | --------------- |
| 1     | GRE  | Leonidas Pyrgos |
| 2     | FRA  | Joanni Perronet |

Datum: 7. April 1896
Dieser Wettbewerb war der einzige für professionelle Sportler. Pyrgos gewann den einzigen Kampf gegen Perronet mit 3:1 Treffern.

### Säbel
| Platz | Land | Sportler             | Siege |
| ----- | ---- | -------------------- | ----- |
| 1     | GRE  | Ioannis Georgiadis   | 4:0   |
| 2     | GRE  | Tilemachos Karakalos | 3:1   |
| 3     | DEN  | Holger Louis Nielsen | 2:2   |
| 4     | AUT  | Adolf Schmal         | 1:3   |
| 5     | GRE  | Georgios Iatridis    | 0:4   |

Datum: 9. April 1896 

5 Teilnehmer aus 3 Ländern